# راسيل بولسون
راسيل بولسون (بالإنجليزية: Russell Paulson)‏ هو فلاح وسياسي أمريكي، ولد في 23 أغسطس 1897، وتوفي في 2 أبريل 1980. حزبياً، نشط في الحزب الجمهوري. وقد انتخب عضو جمعية ولاية ويسكونسن.